# Стойка регистрации

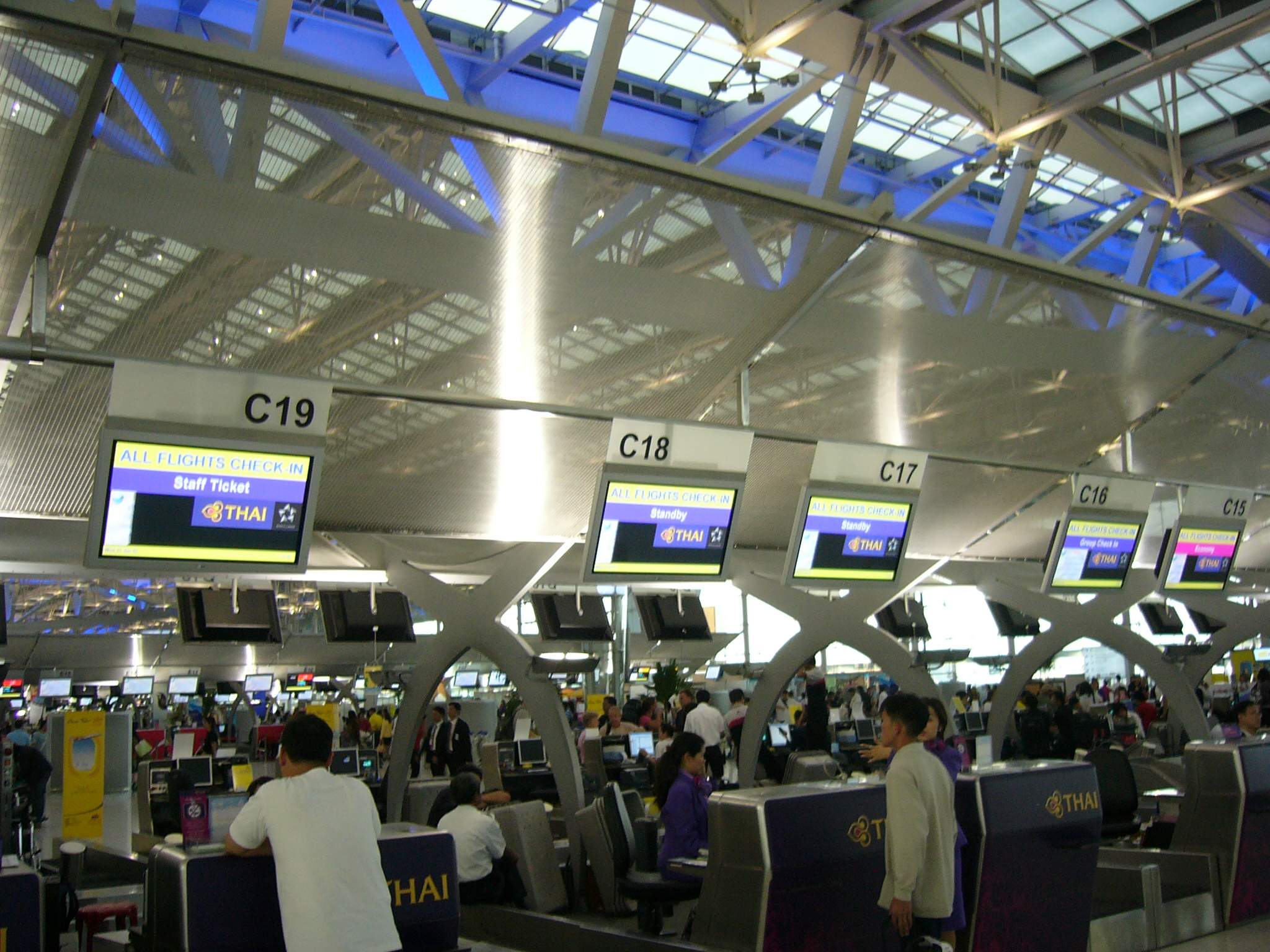
Стойки регистрации на рейсы авиакомпании Thai Airways в аэропорту Бангкока

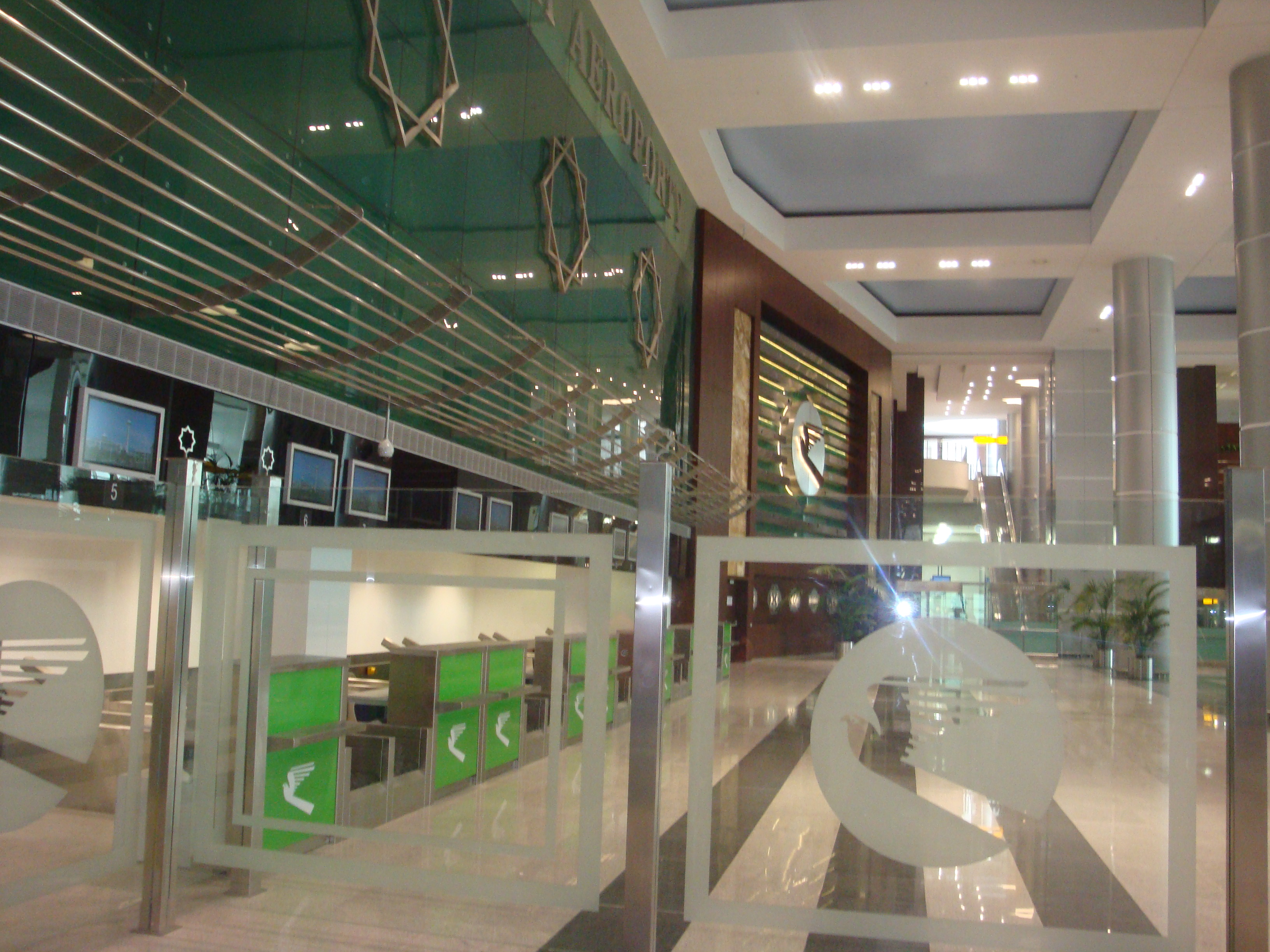
Стойки регистрации Turkmenistan Airlines в аэропорту Туркменбаши

Стойка регистрации на рейс (англ. check-in counter) — пункт оформления пассажира для посадки на рейс авиакомпании в аэропорту. Стойка регистрации оборудована весами для взвешивания багажа и ручной клади, компьютером, оснащённым системой бронирования авиабилетов и регистрации, и принтером для распечатки посадочных талонов. Стойки регистрации размещаются рядами с указанием нумерации в специально отведённой зоне вылета или специальном зале вылета аэропорта. Обычно за стойками проходит лента багажного транспортёра. Номер стойки регистрации на оформляющийся рейс указывается в терминале на табло расписания вылетов и объявляется по громкой связи. Крупные авиакомпании обычно имеют выделенные постоянные стойки регистрации на свои рейсы, обозначенные соответствующими вывесками с логотипами и названиями авиакомпаний. Кроме того, авиакомпании выделяют специальные стойки для регистрации пассажиров первого и бизнес-класса, а также иногда имеются отдельные стойки для регистрации на рейс участников бонусных программ. На стойке регистрации уполномоченный сотрудник аэропорта или авиакомпании производит сверку данных авиабилета с данными системы бронирования соответствующей авиакомпании, проверяет документ, удостоверяющий личность пассажира, принимает к транспортировке багаж, выдаёт пассажиру посадочный талон с указанием места на борту и выхода на посадку.
В целях экономии расходов авиакомпании и времени ожидания в очереди пассажиры с электронными билетами без багажа могут воспользоваться для регистрации на свой рейс специальными автоматами.
В России на сегодняшний день обязанность обеспечивать регистрацию пассажиров (и оформление багажа к перевозке), согласно федеральным авиационным правилам, лежит на авиакомпаниях. 6 марте 2019 года в Минтрансе РФ сообщили, что нормативных оснований для введения платной регистрации в российских аэропортах (что предлагали некоторые авиакомпании) нет.